# MeatballWiki
MeatballWiki是一個專門記載線上社群、网络文化及超媒體的Wiki網站。
根据创办人苏尼尔·沙（Sunir Shah），它经营“UseModWiki的破解版”。截至2012年，“MeatballWiki的代码不能被人解读，也失去了控制”。截至2013年9月，经过数个破坏攻击和一段时间停机后，该Wiki网站为只读。

## 创始
2000年，MeatballWiki由来自加拿大安大略的网络论坛管理员苏尼尔·沙创办，使用克利福德·亚当斯（Clifford Adams）之互联网域名usemod.com。创办时作为讨论关于沃德·坎宁安的WikiWikiWeb及其运作，这都在WikiWikiWeb的范围之外。苏尼尔·沙在WikiWikiWeb描述MeatballWiki时指出：“关于如何运行社群本身的社群讨论应该在这里留下。MeatballWiki鼓励关于社群的抽象讨论或客观的分析。”

## 与Wiki社群的关系
MeatballWiki的原意是提供关于各Wiki及其社群的观察与意见，有意帮助线上社群、文化及超媒体。记载着各社群的社群的MeatballWiki成为其他基于Wiki的项目的发起点，以及更广泛的Wiki概念的总体的资源，已经达到“崇拜状态”（英語：cult status）。它描述在Wiki及其他线上社群所观察到的总趋势，比如Wiki的生命周期以及人们对其的态度。
MeatballWiki成员创建了一个由Wiki组成“巴士旅程”。

## 外部連結
- 官方网站